# Käina kommun
Käina kommun (estniska: Käina vald) var en tidigare kommun i landskapet Hiiumaa (Dagö) i västra Estland. Kommunen låg cirka 130 kilometer sydväst om huvudstaden Tallinn. Antalet invånare var 1835 år 2011. Småköpingen Käina utgjorde kommunens centralort.
Kommunen uppgick den 25 oktober 2017 i Dagö kommun.

## Geografi
Käina kommun omfattade den södra delen av ön Dagö samt ön Kassari och ett antal mindre närliggande öar varav Taguküla laid och Ruserahu är de största. Området motsvarade i huvudsak den historiska Käina socken.

### Karta

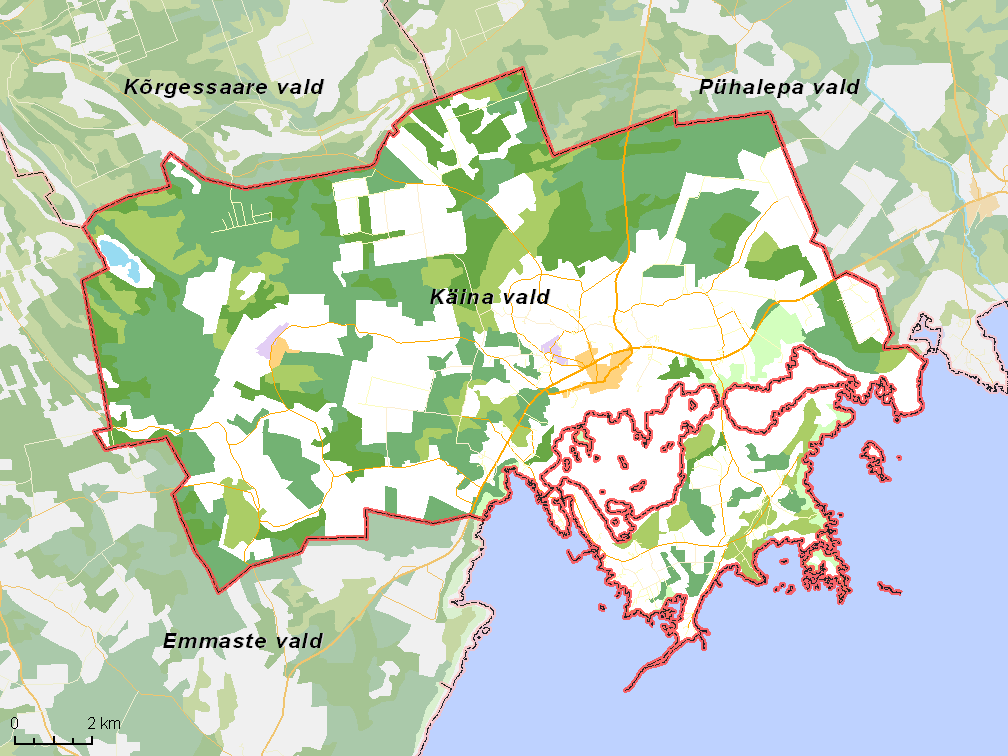
Översiktlig karta över den tidigare kommunen.

## Orter
I Käina kommun fanns en småköping samt 34 byar. Fyra av byarna (Esiküla, Kassari, Orjaku och Taguküla) ligger på ön Kassari.

### Småköping
- Käina (centralort)

### Byar
- Aadma
- Allika
- Esiküla
- Jõeküla
- Kaasiku
- Kaigutsi
- Kassari
- Kleemu
- Kogri
- Kolga
- Kuriste
- Laheküla
- Lelu
- Ligema
- Luguse
- Moka
- Mäeküla
- Mäeltse
- Männamaa
- Nasva
- Niidiküla
- Nõmme
- Nõmmerga
- Orjaku
- Putkaste
- Pärnselja
- Ristivälja
- Selja
- Taguküla
- Taterma
- Utu
- Vaemla
- Villemi
- Ühtri